# Bolonkin
Bolonkin es un sitio arqueológico de la cultura maya correspondiente al periodo clásico localizado en el municipio de Chilón al norte del estado de Chiapas, México. En el sitio arqueológico destacan varios fragmentos de pintura mural maya en sus edificaciones, entre sus mayores descubrimientos se encuentran esculturas con inscripciones jeroglíficas, cerámica y numerosas tumbas al interior de criptas decoradas con la imagen de divinidades hechas de pintura roja en los muros.

## Historia
De acuerdo a las evidencias arqueológicas y pictográficas, los murales de Bolonkin están datados entre los años 554 al 662 d.c. en lo que corresponde a los comienzos del periodo clásico tardío mesoamericano.
La arquitectura de Bolonkin sigue el mismo estilo arquitectónico de Toniná y los hallazgos arqueológicos del sitio demuestran que mantuvo una notable importancia dentro de la zona de influencia de Toniná, una potencia caracterizada por sus acciones bélicas y expansionistas. Un yugo de grandes dimensiones hecho de piedra con incrustaciones de concha encontrado en Bolonkin menciona en una inscripción jeroglífica una relación con el ajaw de Toniná K’ihnich Baaknal Chaak, por lo que se sabe que entre el año 697 al 702 d.c. el gobierno de Toniná consiguió poder sobre Bolonkin.
Bolonkin formó parte de un corredor comercial entre Toniná hacia Tabasco y la costa del Golfo, lo que lo convirtió en un importante aliado del reino de Toniná ya que este mantenía el control de las rutas de mercancías e importación de materiales valiosos. También se han encontrado objetos de jade extraído de Chalchihuitán, sitio que abastecía de este mineral a Toniná, lo que indicaría la importancia que alcanzó Bolonkin para ser capaz de importar Jade.
Desde su descubrimiento, Bolonkin ha sido un sitio severamente saqueado por pobladores locales con el objetivo de extraer vestigios arqueológicos para su venta.